# Linby
Linby – wieś w Anglii, w hrabstwie Nottinghamshire, w dystrykcie Gedling. Leży 10 km na północny zachód od miasta Nottingham i 185 km na północny zachód od Londynu.